# 132 Aethra
132 Aethra eller 1949 MD är en asteroid som korsar planeten Mars bana. Den upptäcktes av den kanadensisk-amerikanske astronomen James Craig Watson år 1873. 132 Aethra är en asteroid som ligger i asteroidbältet mellan Mars och Jupiter. Den har en ganska excentrisk bana som gör att den tidvis befinner sig närmare Solen än planeten Mars gör. Av denna kategori asteroider var Aethra den första som upptäcktes.  
Studier av ljuskurvor antyder att asteroiden har en utsträckt eller oregelbunden form.
Den är uppkallad efter Aethra, mor till Theseus i den grekiska mytologin.